# أمن مناخي

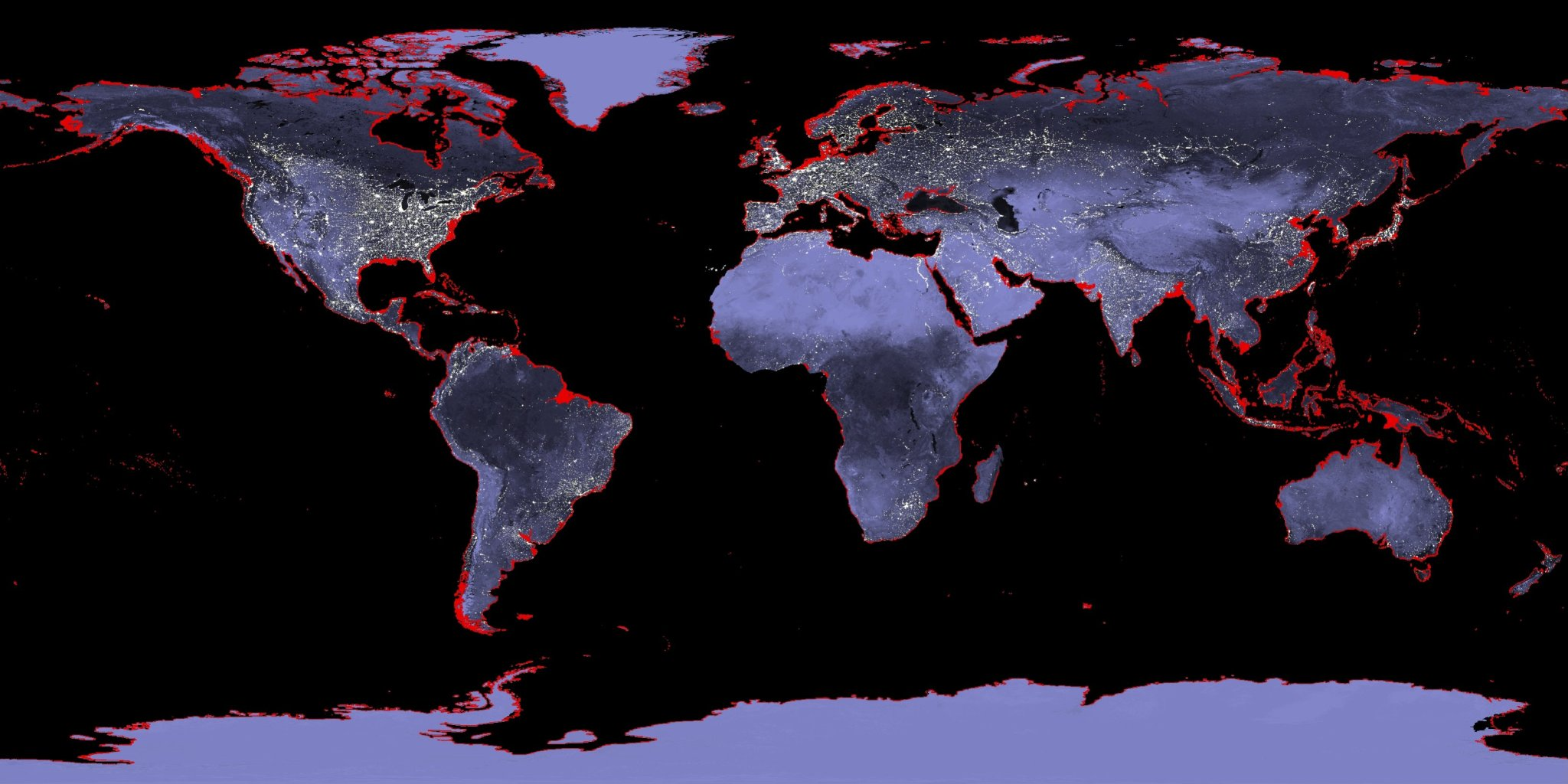

تتسبب الأخطار المرتبطة بالأمن المناخي في نتائج بعيدة المدى على الطريقة التي يدير بها العالم السلم والأمن. الأمن المناخي هو مبدأ يستحضر فكرة أن التغير المرتبط بالمناخ يضخّم من الأخطار الموجودة في المجتمع والتي تهدد أمن البشر والأنظمة البيئية والبنية التحتية والمجتمعات. كما يمكن أيضًا للتحركات المناخية الهادفة نحو التأقلم وتخفيف الآثار أن تؤدي إلى تأثير سلبي على الأمن البشري إذا ما أُسيء استعمالها.

## عام
يشير الأمن المناخي إلى الأخطار الأمنية الحادثة، بشكل مباشر أو غير مباشر، بسبب التغيرات في أنماط المناخ. ذكر تقرير المخاطر العالمية الصادر في عام 2019 عن المنتدى الاقتصادي العالمي، التغير المناخي من بين القضايا الأكثر أهمية. ذكر أحد أجزاء التقرير وهو استطلاع للرأي، ثلاث مشاكل رئيسية وهي الطقس المتطرف ونقص التحرك المناخي والكوارث الطبيعية. أبرز تقرير الخطر الكارثي العالمي الصادر في عام 2017 عن مؤسسة التحديات العالمية، نطاقًا عريضًا من الموضوعات المرتبطة بالأمن، ومن بينها التغير المناخي، وانتهى إلى أن هناك احتمالية مرتفعة لأن ينهي الاحتباس الحراري الحضارة. يقيّم مؤشر الدفاع الأمني العالمي بخصوص التغير المناخي إلى أي مدى تَعتبر الحكومات التغير المناخي أحد قضايا الأمن القومي. ارتفع الاهتمام السياسي بشأن مخاطر الأمن المناخي بشدة وأثّر على الأجندة السياسية فيما يتعلق بالعديد من الأمور من بينها أمن الغذاء والطاقة وسياسات الهجرة والمجهودات الدبلوماسية. مع الاعتراف بأن تأثير التغير المناخي ينتشر بشكل غير مستو عبر المناطق المختلفة. يظل واضحًا أنه تحدٍ عالمي سوف يؤثر على كافة الدول على المدى البعيد.
ولكن قد يكون هناك تأثير غير متناسب في السياقات الهشة و\أو المجموعات المهمشة والضعيفة اجتماعيًا.
ذكر تقرير تقييم التهديد العالمي الصادر في عام 2018:
كانت الأعوام الـ 115 الأخيرة هي الفترة الأدفأ في تاريخ الحضارة الحديثة، وكانت السنوات القليلة الماضية هي الأدفأ في السجلات. تتمتع أحداث الطقس المتطرف في العالم الأدفأ بالقدرة على إحداث آثار أكبر، كما يمكن أن تجتمع مع العوامل المحركة الأخرى لتزيد من مخاطر الكوارث البشرية والصراعات ونقص المياه والغذاء وهجرة السكان ونقص العمالة وصدمات الأسعار وانقطاع الطاقة. لم تحدد الأبحاث مؤثرات نقاط التحول في أنظمة الأرض المرتبطة بالمناخ، مع الإشارة إلى احتمالية حدوث تغير مناخي مباغت.

## البيئة الأكاديميّة
داخل البيئة الأكاديمية، يُعتبر الأمن المناخي جزءًا من الأمن البيئي وذُكر لأول مرة في تقرير بروندتلاند في 1987. بعد ذلك بثلاثين عامًا، استخدم الخبراء والعلماء في مجالات مثل السياسة والدبلوماسية والبيئة والأمن ذلك المبدأ بتكرار متزايد. يشير الأمن المناخي إلى المخاطر الأمنية الحادثة، بشكل مباشر أو غير مباشر، نتيجة للتغيرات في المناخ الطبيعي. هناك اتفاق واسع على أن التغير المناخي يهدد الأمن حيث يمكن لمصطلح الأمن أن يشير إلى نطاق واسع من أنواع الأمن تشمل القومي والعالمي والأمن البشري. يُعتبر الأمن البشري هو الأكثر هشاشة إذ يمكن انتهاكه من أجل حماية الأمن القومي أو العالمي.
جادل الباحثون المعنيين بتحليل الصراعات المتعلقة بالأمن المناخي لفترة طويلة على أن التغير المناخي يمكن أن يؤثر عكسيًا على الأمن والاستقرار العالمي. فحصت الأبحاث المسارات غير المباشرة بين الضغط المناخي والصراع، من خلال عوامل مثل النمو الاقتصادي وصدمة أسعار الغذاء والتهجير القسري من بين العديد من أشكال الصدمة مثل: صدمة المعيشة والدخل (مع التحذيرات المصاحبة في الجدول). يمكن للتغير المناخي أن يهدد الأمن البشري عن طريق التأثير على النمو الاقتصادي وبورصة أسعار الغذاء وتقويض الرزق وتحفيز التشريد. علاوة على ذلك، كانت هناك تقارير بشأن انهيار المجتمعات الرعوية، والمجموعات الإرهابية التي تسعى نحو مجندين في الأراضي الجافة، وتغذية الفيضانات للمشاعر المعادية للحكومة. يبدو أن المناطق غير المستقرة غير قادرة على البقاء في ظل الضغوطات المرتبطة بالتغير المناخي، بل تُخلق تربة خصبة للتطرف والفقر والصراعات الدامية. يمكن لباحثي الأمن المناخي أن يحللوا الترتيب الزمني للتصعيد، حيث تكون البيئة المتغيرة أو التغير المناخي متغيرًا أساسيًا. إنه تفاعل معقد بين العديد من العوامل السياسية والاقتصادية-الاجتماعية حيث يُعتبر التغير المناخي خطرًا -أو تهديدًا- مضاعفًا.
خلال السبعينيات والثمانينيات، أجرت مجموعة جاسون الاستشارية، المهتمة بالأمن، بحثًا عن التغير المناخي. حُدد التغير المناخي كعامل مضاعف للخطر، إذ يمكنه مفاقمة الأخطار الموجودة بالفعل. انتهى تحليل شمولي أُجري في عام 2013 على 60 دراسة استعرضها النظراء و 45 مجموعة بيانات إلى أن «التغير المناخي يكثّف من إجهادات المصادر الطبيعية بطريقة يمكن أن تزيد من احتمالية تخريب المعيشة وهشاشة الدول ونزوح البشر والموت الجماعي».
في 2014، ذكرت مراجعة الدفاع الرباعية (QDR) الصادرة عن البنتاغون: «ستضع مراجعة الدفاع الرباعية منهجًا طويل المدى لوزارة الدفاع يقيّم المخاطر والتحديات التي تواجهها الدولة وتعيد موازنة استراتيجيات وقدرات وقوات وزارة الدفاع لتحديد الصراعات الحالية وتهديدات الغد». و «مع زيادة انبعاثات الغازات الدفيئة، ترتفع مستويات البحار وكذلك درجات الحرارة العالمية المتوسطة، وتتسارع وتيرة أنماط الطقس الخطير [...] يمكن للتغير المناخي أن يفاقم من ندرة المياه ويؤدي إلى زيادات شديدة في تكاليف الغذاء. سيؤثر الضغط الناجم عن التغير المناخي في المنافسة على الموارد، بينما يفرض مسؤوليات إضافية على الاقتصاديات والمجتمعات والمؤسسات الحاكمة حول العالم. تلك الآثار هي عوامل مضاعفة للخطر ستفاقم من الضغوطات في الخارج مثل الفقر والتدهور البيئي وعدم الاستقرار السياسي والتوترات الاجتماعية– وهي ظروف تهيأ النشاط الإرهابي والأشكال الأخرى للعنف». ذكر عالم المناخ ميخائيل إي. مان في تعليقه على الموجة الحارة العالمية في 2018 أن التغير المناخي هو كابوس للأمن القومي.

## التغير المناخي
أخذ تقرير كتبه بيتر شوارتز ودوج راندال في 2003 في عين الاعتبار التأثيرات الممكنة من السيناريوهات المتعلقة بالتغير المناخي على الأمن القومي للولايات المتحدة، وختموا قائلين «لقد خلقنا سيناريو للتغير المناخي، على الرغم من عدم كونه الأعلى احتمالًا، فهو معقول، وقد يتحدى الأمن القومي للولايات المتحدة بطرق يجب أخذها في الاعتبار في الحال». جاء من بين النتائج:
«هناك احتمالية أن يؤدي ذلك الاحتباس الحراري التدريجي إلى تباطؤ نسبي مفاجئ في دورة الحرارة الملحية للمحيطات، ما قد يؤدي إلى أحوال طقسية أشد في الشتاء، وانخفاض شديد في رطوبة التربة، ورياح أكثر شدة في مناطق معينة توفر حاليًا نسبة كبيرة من الإنتاج العالمي للغذاء. وفي حالة التحضير غير الملائم، قد تكون النتيجة انخفاضًا ملحوظًا في القدرة الاستيعابية للبشر في بيئة الأرض».
ذكر العلماء الدارسون لأنماط المناخ القديم (علم المناخ القديم) في دراسة نُشرت في عام 2007:
نحن نظهر أن التقلبات طويلة المدى في تكرار الحروب والتغيرات السكانية قد تبعت دورات من التغير في درجة الحرارة. أظهرت المزيد من التحليلات برودة الإنتاج الزراعي المعطل، الذي جلب سلسلة من المشاكل الاجتماعية الخطيرة، بما يشمل تضخم الأسعار، ثم بالتعاقب اندلاع الحرب والمجاعة والافتقار السكاني.
قيّمت مراجعة أجراها المجلس القومي للأبحاث في الولايات المتحدة في عام 2013، تأثيرات التغير المناخي المفاجئ، بما يشمل تأثيرات النظام المناخي الفيزيائي أو الأنظمة الطبيعية أو الأنظمة البشرية. ذكر المؤلفون، «ميزة أساسية لتلك التغيرات هي أنها يمكن أن تأتي أسرع من المتوقع، أو المخطط، أو الميزانية الموضوعة لها، دافعةً نحو المزيد من أنماط السلوك التفاعلية وليست الفاعلة». أشارت دراسة شمولية صادرة في عام 2018 إلى تعاقب العناصر المتحولة، ما قد يحفز تغذيات راجعة معززة ذاتيًا يمكنها أن تتقدم حتى لو انخفضت الانبعاثات التي تسبب فيها الإنسان، ما قد ينشئ في نهاية المطاف حالة مناخ البيت الزجاجي. ذكر المؤلفون، «إذا تخطينا الحد، قد يتسبب المسار الناتج في اختلال الأنظمة البيئية والمجتمع والاقتصاديات».